# Tetowo (obwód Ruse)
Tetowo (bułg. Тетово) – wieś w Bułgarii, w obwodzie Ruse, w gminie Ruse. Według danych szacunkowych Ujednoliconego Systemu Ewidencji Ludności oraz Usług Administracyjnych dla Ludności, 15 grudnia 2018 roku miejscowość liczyła 1991 mieszkańców.
W pobliżu miejscowości znajduje się zbiornik retencyjny. Wieś była wzmiankowana po raz pierwszy w XV wieku.